# 森岳
森岳（もりたけ）は、秋田県山本郡三種町の大字。郵便番号018-2303。本項では同地域にかつて存在した森岡村（もりおかむら）・森岳村（もりたけむら）についても記す。

## 地理
三種町中央部に位置する。南西で八郎潟調整池に面する。東で下岩川、西で川尻・久米岡新田、南で鹿渡、北で豊岡金田と隣接する。南西部を国道7号・琴丘能代道路が通過するほか、奥羽本線と秋田県道4号能代五城目線が南北に縦貫し、秋田県道212号森岳鵜川線が西へ分岐する。

### 山岳
- 石倉山
- 高森山
- 高岳山
- 高城山

### 河川
- 三種川

### 湖沼
- 八郎潟調整池
- 角助堤
- 惣三郎堤

## 歴史

### 沿革
- 出羽国秋田郡河北村(かわきた)の一部として成立したとされる。
- 1889年（明治22年）4月1日 - 町村制施行により、近世以来の森岳村（もりおかむら）が単独で自治体を形成。[3]
- 1902年（明治35年）
  - 8月1日 - 森岳駅が開業する。日本鉄道（現在の東北本線）の盛岡駅との混同を避けるため、駅名は「もりたけ」と読むことになった。
  - 10月10日 - 森岳村が駅名に合わせて森岳村（もりたけむら）に改称する。
- 1952年（昭和27年） - 石油の採掘中に温泉（現森岳温泉）が湧き出す[4]。
- 1955年（昭和30年）4月1日 - 金岡村・下岩川村と合併して山本村が発足。同日森岳村廃止。大字森岳となる。
- 1962年（昭和37年）9月1日 - 山本村が町制施行して山本町となる。
- 2006年（平成18年）3月20日 - 山本町が八竜町・琴丘町と合併して三種町が発足。

## 森岳の名前の由来
昭和30年代に林崎集落の千葉家文書が東京大学に保管されていることが分かった。現本は1925年（大正14年）の林崎の大火災で焼失したものと思われる。それによると、村号を決めるのに、林崎村と森岳村を合わせ一つの名にしようとしたが合意に達しない。ある人がこの上は、神様の思し召しに任せたらどうかと言い、村人はそれを千葉俊蔵に頼んだ。千葉は「おみくじ」によって決めようと思うがどうかと言い、村人の承諾を得て決して異議を唱えないことを誓わせた。林崎の北、三種川の南の15間(24m)四方の良い場所を選び、神様を歓請し奉り、千葉は一心に祈り、やがて神慮が下り「おみくじ」を開こうとすると、数百人の村人が周囲を取り囲み見守る。うやうやしく「おみくじ」を開くと、「森岳（岡）村」とあった。「おみくじ」などをこの地に埋めるため、巾8尺(2.3m)高さ5尺(1.5m)の森を築き、堂を建てた。その時土地を均していたら、不思議な黒い色の石がくわ先に当たって掘り出された。村人たちはこの石を御神体として安置し「森大明神」（北緯40度05分54.43秒 東経140度04分17.5秒 / 北緯40.0984528度 東経140.071528度）と崇め奉り、村の平和と繁栄、諸人安全を護らせ給えと祈願した。「時、天正3年(1575年）亥5月9日　当寺四十世現住権小僧都俊蔵稽首敬白」と書かれている。

## 交通

### 鉄道
東日本旅客鉄道
- 奥羽本線
  - 森岳駅

### バス
秋北バス
- 森岳温泉・金岡線
  - 能代バスステーション - 柏子所 - 小野沢 - 金岡 - 森岳駅前
- 鹿渡・小野沢線
  - 能代バスステーション - 大曲 - 鵜川橋 - 森岳温泉 - 落合・鹿渡

### 道路
- 琴丘能代道路
- 国道7号
- 秋田県道4号能代五城目線
- 秋田県道212号森岳鵜川線

## 名所・旧跡・観光スポット・祭事・催事
- 森岳温泉

## 施設
- 森岳郵便局
- 森岳温泉簡易郵便局
- 三種町立山本中学校
- 三種町立森岳小学校